# Wilson Bentley
Pour les articles homonymes, voir Bentley.
Wilson Alwyn Bentley (né à Jericho dans le Vermont aux États-Unis le 9 février 1865 et mort le 23 décembre 1931 dans la même ville), surnommé Snowflake (« Flocon de neige »), est l'un des premiers photographes connus de flocons de neige et des cristaux de glace qui les composent.
Il perfectionna un procédé où le flocon pouvait être photographié sur du velours noir avant de fondre ou de se sublimer.

## Biographie

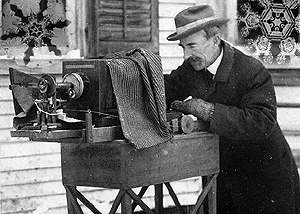
Matériel photomicrographique utilisé par Wilson Bentley pour photographier des flocons de neige.

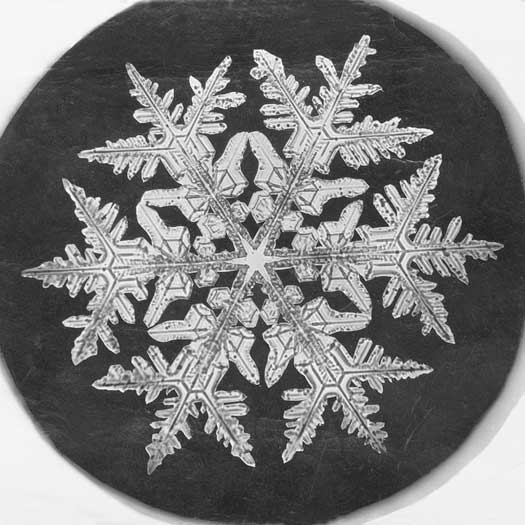
Photomicrographie d'un flocon de neige de Wilson Bentley en 1890.

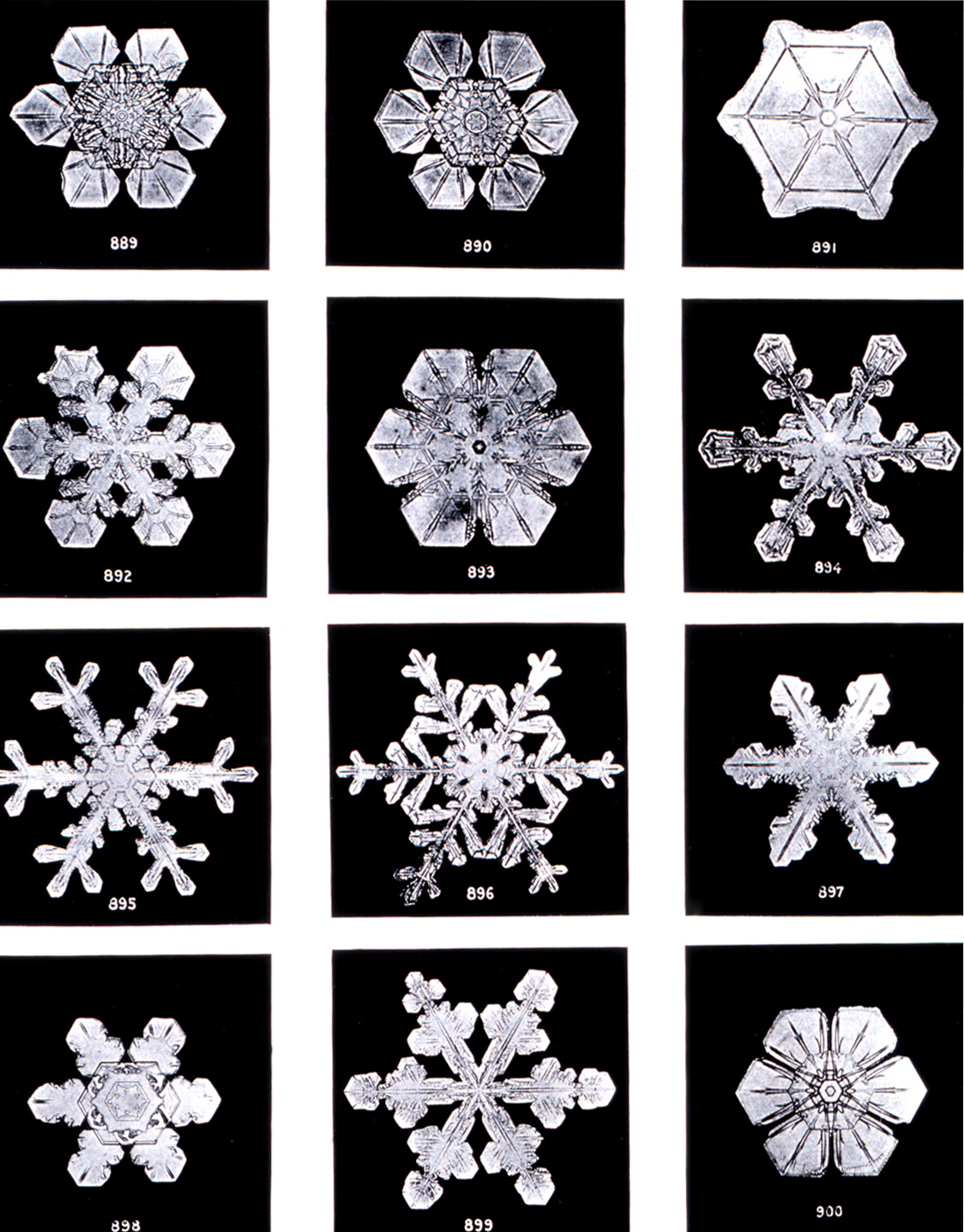
Flocons de Wilson Bentley vers 1902.

Né en février 1865, Wilson Bentley grandit dans la ferme familiale. Il s'intéresse dès son adolescence aux cristaux de neige. Il essaye de dessiner ce qu'il voit avec un vieux microscope offert par sa mère pour ses quinze ans mais les cristaux de neige fondent sans pouvoir être dessinés. Il décide donc d'attacher une chambre photographique à un  microscope et il photographie ainsi son premier flocon de neige le 15 janvier 1885. Cette expérience, avec une telle qualité d'image, est une première mondiale.
Durant sa vie, Wilson Bentley réalise plus de 5 000 images de cristaux. Il décrit les flocons de neige comme de « petits miracles de beauté » et les cristaux de glace comme des « fleurs de neige ». Malgré ces descriptions poétiques, Bentley a un œil objectif sur son travail, semblable au photographe allemand Karl Blossfeldt (1865-1932) qui photographiait des graines et des feuilles. L'œuvre de Bentley est ainsi à la jonction entre les sciences et l'art.
Les travaux de Wilson Bentley attirent l'attention dans les dernières années du XIXe siècle. Le Harvard Mineralogical Museum (en) acquiert certaines de ses photomicrographies. En collaboration avec George Henry Perkins (en), professeur d'Histoire naturelle à l'université du Vermont, Bentley publie un article dans lequel il affirme qu'il n'existe pas deux flocons de neige semblables. Il publie ensuite d'autres articles dans différents magazines : National Geographic, Nature, Popular Science et  Scientific American . Ses photographies sont demandées dans le monde entier.
En 1931, Wilson Bentley travaille avec William Jackson Humphreys du U.S. Weather Bureau afin de publier Snow Crystals (Cristaux de neige), une monographie illustrée de 2 500 photographies. Il rédige également l'article « Neige » de la 14e édition de l'Encyclopædia Britannica.
Wilson Bentley photographie toutes les formes de glace et de formation d'eau naturelle, y compris les nuages et le brouillard. Il est un des premiers Américains à s'intéresser aux gouttes d'eau, de rosée et un des premiers physiciens des nuages.
Il meurt d'une pneumonie contractée après un blizzard, dans sa ferme, le 23 décembre 1931.

## Controverse
En 1892, le météorologue allemand Gustav Hellmann, intrigué par les photographies de flocons de Wilson Bentley, en a commencé l'étude. Après comparaison avec ses propres microphotographies, Hellmann a noté une grande différence avec les photos de Bentley, les siennes montrant plus d'irrégularités. Bentley a admis avoir quelque peu trafiqué les photographies, en grattant l'émulsion des négatifs, mais il a affirmé que cela n'avait pas changé l'intégrité ou la précision de la photographie. Bien que la dispute ne se soit jamais officiellement terminée, c'est toujours la représentation de Bentley qui prévaut malgré le fait que les flocons de neige aient souvent une structure plus complexe due à leur historique de formation.

## Postérité
Un centre scientifique du Johnson State College dans le Vermont est nommé « Wilson A. Bentley » en son honneur. La plus importante collection de ses photographies se trouve au Jericho Historical Society  dans sa ville natale, Jericho (Vermont). Wilson Bentley donna sa collection de photographies de flocons de neige au musée des sciences de Buffalo (en). Une partie de cette collection a été numérisée sur une bibliothèque digitale. En 2000, l'université du Wisconsin (Department of Atmospheric and Oceanic Sciences) donna sa collection, soit 1 181 clichés, à la bibliothèque Schwerdtfeger.

## Ouvrages
- (en) Jean M. Thompson, Water Wonders Every Child Should Know, illustré par Wilson A. Bentley, Garden City : Doubleday, Page & Co (1913)
- (en) The Guide to Nature (1922)
- (en) The Magic Beauty of Snow and Dew, National Geographic (janvier 1923).
- (en) Wilson A. Bentley, William J. Humphreys, Snow Crystals (New York : McGraw-Hill, 1931)
- (en) « Snow », Encyclopaedia Britannica: Vol. 20 (14e éd., 1936 ; p. 854–856)
- (en)  N. Knight, « No two alike? », Bulletin of the American Meteorological Society, 69(5) : p. 496 (1988)
- Vuillard, Éric « Tristesse de la Terre », dernier chapitre (collection Un endroit où aller, Actes sud, 2014)